# Болдырев, Владимир Афанасьевич
Владимир Афанасьевич Болдырев (1900, Мариинская, область Войска Донского — 1976, Москва) — советский государственный деятель.

## Образование
- в 1925 году окончил первую Ленинградскую школу НКВД.

## Биография
- с 1914 года — работал учеником на различных предприятиях, затем подручным слесаря на Юго-Восточной железной дороге.
- с 1918 года служба в РККА. Участвовал в боях на Южном, Царицынском и Юго-Восточном фронтах. В 1920 году переведён в штаб войск Донской области и назначением на должность инспектора Кавалерии. В августе 1921 года назначен инструктором Донского областного военного комиссариата. Демобилизован в 1923 году.
- в 1925 году назначен помощником начальника по уголовно-следственной части, а затем назначен начальником отделения милиции г. Москвы. И проработал на данном посту до 1930 года
- с 1930 года начальник спецотдела треста «Союзтара» ВСНХ СССР
- с мая 1932 года направлен в органы прокуратуры и назначен на должность прокурора Коммунистического района Московской области. С 1936 года по 1938 год работал прокурором Щелковского, Подольского районов. В 1938 году назначен заместителем прокурора Московской области по спецделам. В июле 1942 года был назначен прокурором Московской области.
- в 1944 году назначен на должность заместителя прокурора РСФСР. В 1957 году назначен министром юстиции РСФСР

С 1963 года на пенсии.
Урна с прахом захоронена в колумбарии Новодевичьего кладбища.